# Franz Kohn
Franz Kohn (ur. 1892, zm. ?) – zbrodniarz nazistowski, członek załogi niemieckiego obozu koncentracyjnego Dachau i SS-Oberscharführer.
W latach 1943–1944 pełnił służbę jako kierownik komanda więźniarskiego i Blockführer w obozie głównym Dachau. W procesie członków załogi Dachau (US vs. Franz Kohn i inni), który miał miejsce w dniach 14–22 lipca 1947 przed amerykańskim Trybunałem Wojskowym w Dachau skazany został na 5 lat pozbawienia wolności za maltretowanie więźniów (czasem na skutek tego trafiali oni do obozowego szpitala) i składanie na nich karnych raportów za drobne przewinienia.